# Швебс (дворянский род)
Швебс (швед. Schwebs) — российский дворянский род.

## Происхождение и история рода
Вероятно, основателем рода был Георг Швебиш (Schwäbisch) (1650—1705) из Восточной Пруссии, который переехал в Эстонию в 1679, где был пастором.. Первое упоминание рода Швебс начинается с капитана Георга Готлиба фон Швебса (1680—1721)., его сын Карл Фридрих фон Швебс (1715—1782) был возведён в дворянство Священой Римской империя 13.01.1769.
В мартикулах эстлянсдского рыцарства были указаны братья майор Александр Фридрих фон Швебс (1770—1830) и ритмейстер Андреас Генрих фон Швебс (1775—1823) (в 1821), в также Фридрих Густав Антон фон Швебс (1801—1885), поручик Карл Александрович фон Швебс (1805—1885) и Константин Александрович (Андреас Константин Бальтазар) фон Швебс (1817—1875) (в 1833).

## Описание герба
Щит пересечен. В верхнем голубом поле рука в латах, держащая меч с золотой рукоятью, клинок коего переплетен зелеными лаврами. В нижнем серебряном поле три голубых монеты (2+1). Щит увенчан повернутым дворянским шлемом с серебряно-голубым бурелетом.
Нашлемник — летящая белая птица, между серебряным и голубым орлиными крыльями, обремененными малыми щитками: правый — в голубом поле рука в латах. держащая меч с золотой рукоятью, клинок коего переплетен зелеными лаврами; левый в серебряном поле три голубых монеты (2+1). Намет голубой с серебром.

## Известные представители
- Швебс, Карл Фридрих (1715—1782) — подполковник, действительный статский советник
- Швебс,  Фридрих Густав Антон (1801—1885) — государственный советник, вице-президент Ливонского придворного суда
- Швебс, Карл-Густав Александрович (1805—1876) — русский военный и общественный деятель, генерал-лейтенант.
- Швебс, Константин Александрович (1817—1875) — генерал-лейтенант